# Laurence Iannaccone
Laurence Robert Iannaccone, né le 24 mai 1954, est un professeur d'économie à l'Université Chapman en Californie. Avant de déménager dans cette ville en 2009, il fut professeur d'économie à l'Université George Mason.
Il est l'auteur du livre Religion, Économie et Culture et travaille actuellement sur deux autres livres ayant pour sujet l'économie religieuse.